# Zawoja (gmina)
Zawoja est une gmina rurale du powiat de Sucha, Petite-Pologne, dans le sud de la Pologne, à la frontière avec la Slovaquie. Son siège est le village de Zawoja, qui se situe environ 9 km au sud de Sucha Beskidzka et 52 km au sud-ouest de la capitale régionale Cracovie.
La gmina couvre une superficie de 128,8 km2 pour une population de 8 849 habitants.

## Géographie
La gmina inclut le village de Skawica.
La gmina borde les gminy de Bystra-Sidzina, Jabłonka, Koszarawa, Lipnica Wielka, Maków Podhalański et Stryszawa. Elle est également frontalière de la Slovaquie.